# Duitse militaire begraafplaats in Kirchberg
De Duitse militaire begraafplaats in Kirchberg is een militaire begraafplaats in Noordrijn-Westfalen, Duitsland. Op de begraafplaats liggen omgekomen Duitse militairen en burgers uit de Eerste en Tweede Wereldoorlog.

## Begraafplaats
Op de begraafplaats rusten 346 Duitse militairen. Daarnaast zijn er drie arbeiders, die stierven bij de bouw van de Westwall, en vijf burgers begraven. Zeven militairen uit de Eerste Wereldoorlog hebben op deze plek hun laatste rustplaats gekregen.